# Monety kolekcjonerskie III RP w 2005
W 2005 roku Narodowy Bank Polski wyemitował 22 monety kolekcjonerskie: 14 srebrnych i 8 złotych.

## Spis monet
| Moneta                                                               | Nominał     | Stop                                                       | Średnica    | Masa  | Nakład  | Data emisji     | Projektant                           | Wizerunek    |
| -------------------------------------------------------------------- | ----------- | ---------------------------------------------------------- | ----------- | ----- | ------- | --------------- | ------------------------------------ | ------------ |
| Mikołaj Rej (1505-1569) – 500. rocznica urodzin                      | 10 złotych  | Ag 925                                                     | 32          | 14,14 | 60 000  | 20 stycznia     | Ewa Olszewska-Borys                  | Awers Rewers |
| Mikołaj Rej (1505-1569) – 500. rocznica urodzin                      | 200 złotych | Au 900                                                     | 27          | 15,5  | 3 600   | 20 stycznia     | Ewa Olszewska-Borys                  | Awers Rewers |
| August II Mocny Seria: Poczet królów i książąt polskich              | 10 złotych  | Ag 925                                                     | 32          | 14,14 | 61 000  | 22 lutego       | Ewa Tyc-Karpińska                    | Awers Rewers |
| August II Mocny Seria: Poczet królów i książąt polskich              | 100 złotych | Au 900                                                     | 21          | 8     | 4 200   | 22 lutego       | Ewa Tyc-Karpińska                    | Awers Rewers |
| Puchacz (łac. Bubo bubo) Seria: Zwierzęta Świata                     | 20 złotych  | Ag 925                                                     | 38,61       | 28,28 | 61 000  | 15 marca        | Ewa Tyc-Karpińska Andrzej Nowakowski | Awers Rewers |
| Światowa Wystawa EXPO 2005 Japonia                                   | 20 złotych  | Ag 925                                                     | 43,4 x 29,2 | 14,14 | 80 000  | 23 marca        | Robert Kotowicz                      | Awers Rewers |
| Światowa Wystawa EXPO 2005 Japonia                                   | 20 złotych  | Moneta w kształcie wachlarza o kącie rozwarcia 100 stopni. |             |       |         |                 |                                      |              |
| Światowa Wystawa EXPO 2005 Japonia                                   | 200 złotych | Au 900                                                     | 27          | 15,5  | 4 200   | 23 marca        | Robert Kotowicz                      | Awers Rewers |
| Żaglowiec (5 zł z 1936 r.) Seria: Dzieje Złotego                     | 10 złotych  | Ag 925                                                     | 32          | 14,14 | 61 000  | 27 kwietnia     | Andrzej Nowakowski                   | Awers Rewers |
| 60. rocznica zakończenia II wojny światowej                          | 10 złotych  | Ag 925                                                     | 32          | 14,14 | 70 000  | 6 maja          | Ewa Tyc-Karpińska                    | Awers Rewers |
| 60. rocznica zakończenia II wojny światowej                          | 10 złotych  | Moneta z zieloną farbą w formie gałązki oliwnej.           |             |       |         |                 |                                      |              |
| 60. rocznica zakończenia II wojny światowej                          | 200 złotych | Au 900                                                     | 27          | 15,5  | 4 400   | 6 maja          | Ewa Tyc-Karpińska                    | Awers Rewers |
| Papież Jan Paweł II                                                  | 10 złotych  | Ag 925                                                     | 32          | 14,14 | 176 000 | 29 czerwca      | Urszula Walerzak                     | Awers Rewers |
| Papież Jan Paweł II                                                  | 10 złotych  | Rewers monety platerowany złotem.                          |             |       |         |                 |                                      |              |
| Papież Jan Paweł II                                                  | 10 złotych  | Ag 925                                                     | 32          | 14,14 | 170 000 | 29 czerwca      | Urszula Walerzak                     | Awers Rewers |
| Papież Jan Paweł II                                                  | 100 złotych | Au 900                                                     | 21          | 8     | 18 700  | 29 czerwca      | Urszula Walerzak                     | Awers Rewers |
| 25-lecie NSZZ „Solidarność”                                          | 10 złotych  | Ag 925                                                     | 32          | 14,14 | 64 900  | 17 sierpnia     | Ewa Olszewska-Borys                  | Awers Rewers |
| 25-lecie NSZZ „Solidarność”                                          | 200 złotych | Au 900                                                     | 27          | 8     | 4 600   | 17 sierpnia     | Ewa Olszewska-Borys                  | Awers Rewers |
| 350-lecie obrony Jasnej Góry                                         | 20 złotych  | Ag 925                                                     | 38,61       | 28,28 | 69 000  | 24 sierpnia     | Ewa Tyc-Karpińska                    | Awers Rewers |
| Konstanty Ildefons Gałczyński (1905-1953) – 100. rocznica urodzin    | 10 złotych  | Ag 925                                                     | 32          | 14,14 | 62 000  | 26 października | Ewa Tyc-Karpińska                    | Awers Rewers |
| Konstanty Ildefons Gałczyński (1905-1953) – 100. rocznica urodzin    | 10 złotych  | Moneta z zieloną farbą pod postacią gęsi.                  |             |       |         |                 |                                      |              |
| Konstanty Ildefons Gałczyński (1905-1953) – 100. rocznica urodzin    | 200 złotych | Au 900                                                     | 27          | 8     | 3 500   | 26 października | Ewa Tyc-Karpińska                    | Awers Rewers |
| Stanisław August Poniatowski Seria: Poczet królów i książąt polskich | 10 złotych  | Ag 925                                                     | 32          | 14,14 | 60 000  | 18 listopada    | Ewa Tyc-Karpińska                    | Awers Rewers |
| Stanisław August Poniatowski Seria: Poczet królów i książąt polskich | 10 złotych  | Ag 925                                                     | 32          | 14,14 | 60 000  | 18 listopada    | Ewa Tyc-Karpińska                    | Awers Rewers |
| Stanisław August Poniatowski Seria: Poczet królów i książąt polskich | 100 złotych | Au 900                                                     | 21          | 8     | 4 200   | 18 listopada    | Ewa Tyc-Karpińska                    | Awers Rewers |
| Tadeusz Makowski (1882-1932) Seria: Polscy malarze XIX/XX w.         | 20 złotych  | Ag 925                                                     | 20 x 28     | 28,28 | 70 000  | 6 grudnia       | Urszula Walerzak                     | Awers Rewers |
| Tadeusz Makowski (1882-1932) Seria: Polscy malarze XIX/XX w.         | 20 złotych  | Moneta z farbami: zieloną, czerwoną, żółtą i niebieską.    |             |       |         |                 |                                      |              |